# Denis Gem Shepstone
 (avril 2020).
Le contenu est difficilement compréhensible vu les erreurs de traduction, qui sont peut-être dues à l'utilisation d'un logiciel de traduction automatique.
Pour les articles homonymes, voir Shepstone.
Denis Gem Shepstone (7 février 1888-30 juin 1966) est un homme politique sud-africain. 

## Biographie
Né à Durban, il est le petit-fils du haut fonctionnaire Theophilus Shepstone. Shepstone étudie le droit au collège de l'Université du Natal et obtient un certificat en droit du Natal en 1911. Après avoir servi comme administrateur de la province du Natal de février 1948 à mai 1958, il est nommé premier chancelier de l'Université du Natal en 1949. Il occupe ce poste 
Membre du Sénat de l'Union sud-africain et de l'Assemblée générale des délégués d'Afrique du Sud aux Nations unies, il est nommé chevalier du Très vénérable ordre de Saint-Jean par la reine Élisabeth II en 1959. Il reçoit également un diplôme honorifique de l'Université du Natal en 1959.
Denis Shepstone meurt à Pietermaritzburg en juin 1966 à l'âge de 78 ans.